# Fermin av Amiens

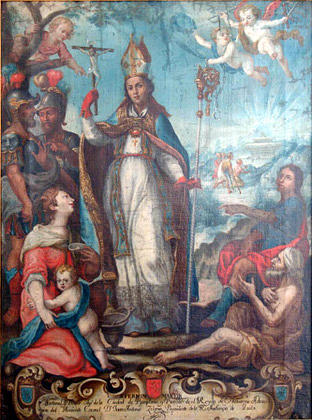
Sankt Fermin av Amiens.

Sankt Fermin av Amiens (också Firmin, från latin, Firminus; på spanska: Fermín) är ett av flera lokalt vördade katolska helgon. Fermin är provinsen Navarras skyddshelgon, där festen till hans ära, 'San Fermín'-dagen i staden Pamplona, i Spanien för evigt förknippas med tjurrusningen (el encierro), som gjordes världsbekant av författaren Ernest Hemingway. Fermin tillbeds också i staden Amiens, där han mötte martyrdöden.
Fermin sägs ha varit son till en romare av senators rank i Pamplona under 200-talet, som omvändes till kristendomen av Sankt Honestus, en elev till Sankt Saturninus. Enligt traditionen döptes han av Saturninus (i Navarra "San Cernin") vid den plats som nu är känd som Sankt Cernins lilla källa, mitt emot fasaden till den kyrka som har tillägnats Sankt Cernin, och som är uppförd på grundmurarna av ett hedniskt tempel.
Saturninus (franska "Saint Saturnin") var den första biskopen av Toulouse, dit han sändes under "Decius och Gratus" konsulat (250 e.Kr.) Han led martyrdöden (enligt traditionen 257 e.Kr.), just genom att bindas vid fötterna efter en tjur och släpas till sin död, en martyrdom som ibland överförs till Fermin och omlokaliseras till Pamplona. I Toulouse finns fortfarande den första kyrkan som tillägnades Notre-Dame du Taur ("Vår Fru av Tjuren"), den har dock byggts om, även om den slås av Sankt Sernin-basilikan från 1000-talet som är den största kvarvarande byggnaden i romansk stil. Kyrkan sägs vara byggd där tjuren stannade, men mer troligt på en plats som tidigare hade tillägnats en för-kristen helig tjur, kanske tjuren i Mithras. Gatan, som utgår från Capitolium, heter Rue du Taur ("Tjurgatan").
Fermin utnämndes till präst i Toulouse, enligt den lokala traditionen, och återvände till Pamplona som dess första biskop. På en senare resa när han predikade evangeliet blev han halshuggen i Amiens, Frankrike, den 25 september 303 e.Kr.

## Källa och fotnoter
Den här artikeln är helt eller delvis baserad på material från engelskspråkiga Wikipedia.